# Каллист (Дорофеевич-Риторайский)
Архиепископ Каллист (Дорофеевич-Риторайский; ум. 1662) — епископ Русской православной церкви, архиепископ Полоцкий и Смоленский.
С 1655 года — игумен Витебского Маркова монастыря.
13 марта 1656 года патриархом Никоном назначен наместником Полоцкой епархии.
В июне 1657 года хиротонисан во епископа Полоцкого с поручением ему управления Смоленской епархией.
29 августа 1661 года ходатайствовал перед Московским воеводой князем И. А. Хованским за население своей епархии, которое терпело притеснения от московских войск.
16 апреля 1662 года по просьбе царя Алексея Михайловича написал своё мнение о поступке патриарха Никона в связи с анафематствованием стоявшего тогда во главе русской иерархии митрополита Крутицкого Питирима. Эта анафема возмутила всех в Москве. Все иерархи единогласно признали поступок Никона несправедливым и противоканоническим.
Скончался в 1662 году.